# Yuki Hashizume
Yuki Hashizume (橋爪 勇樹, Hashizume Yuki) est un footballeur japonais né le 10 août 1990. Il évolue au poste de milieu de terrain.